# MITSUKO HORIE 40th〜ANNIVERSARY BOX〜
『MITSUKO HORIE 40th～ANNIVERSARY BOX～』は、2009年8月5日に発売された堀江美都子のアルバム。
デビュー40周年を記念に製作された、CD12枚（紙ジャケット仕様オリジナルアルバム9枚＋2000年以降に手掛けた曲を中心に選曲された約65曲を収録したCD3枚）＋DVD1枚（1982、83年に発売されたコンサートビデオやイメージビデオを収録）の記念BOX。限定1000セットのみ発売された。

## 収録アルバム

### DISC-1　堀江美都子 歌のあゆみ8
1. ボース・サイズ・ナウ
2. 愛しい人へ
3. 何でもない日-Unspecial day-
4. 銀ちゃんのラブレター
5. ONE DREAM ONE LOVE（JAPANESE VERSION）
6. SHINING STAR（「女神（アテナ）の子守歌」ENGLISH VERSION）（『聖闘士星矢 1997-少年期-』）
7. きっとVICTORY!～The Theme of CUTEY HONEY～（『キューティーハニーF』）
8. ゴールデンクィーン・ギャラクシア（『美少女戦士セーラームーン　セーラースターズ』）
9. ヒーヒーカレーの子守り歌（『超特急ヒカリアン』）
10. チョウの来た道（『なんでもQ　むしまるQ』）
11. 男なら花となれ!（『ひみつのアッコちゃん』）
12. 魔女っ子大作戦～プレステ ヴァージョンアップ ソング～
13. 輝け!!スーパーヒーロー（『スーパーヒーロー作戦』）
14. 我らザ・ドラえもんズ（『ザ☆ドラえもんズ　おかしな お菓子な オカシナナ？』）
15. 進め!冒険アスファル島（『冒険アスファル島』）
16. ぼくらのヒカリアン（『超特急ヒカリアン』」
17. 不思議を探そう（『ぐるぐるタウンはなまるくん』）

### DISC-2　堀江美都子 歌のあゆみ8
1. ほしいものは勇気（『ぐるぐるタウンはなまるくん』）
2. HALLELUYAH（『ビーストウォーズ メタルス～超生命体トランスフォーマー～』）
3. ぼくらの元気（『ザ☆ドラえもんズ ドキドキ機関車大爆走!』）
4. きっと明日も・・・（『タツノコファイト』）
5. へろへろママの歌（『へろへろくん』）
6. 僕らの宝箱（『ビックリマン2000』）
7. 大好き! Oh! my Town!（『ぐるぐるタウンはなまるくん』）
8. white light～ガオホワイト 冴のテーマ～（『百獣戦隊ガオレンジャー』）
9. Colors Of Dream～虹の道標（みちしるべ）（『北九州博覧祭 北九州交流館　銀河鉄道999 虹の道標』）
10. 燃えろ!スーパー戦隊魂!!（『百獣戦隊ガオレンジャーVSスーパー戦隊』）
11. すすめ!ドリラー『ミスタードリラーG』
12. 電光超特急ヒカリアン（『電光超特急ヒカリアン』）
13. Birhday Smile（『真・女神転生 D（デビル）チルドレン　ライト&ダーク』）
14. 悲しみは天に還して（『サブマリン スーパー99』）
15. 塹壕の棺［サンゴウノヒツギ］（『神魂合体ゴーダンナー!!』）
16. ワタシタチノミライ（『サブマリン スーパー99』）
17. Take it easy!

### DISC-3　堀江美都子 歌のあゆみ8
1. ENGAGE!!!ゴーダンナー（『神魂合体ゴーダンナー!!（セカンドシーズン）』）
2. 最愛（『神魂合体ゴーダンナー!!（セカンドシーズン）』）
3. Buddy Murphy～マーフィーはともだち（『特捜戦隊デカレンジャー』）
4. HYPERBOTTZのテーマ（『ハイパーボッツ』）
5. ハイパーボッツえかきうた（『ハイパーボッツ』）
6. 砂と死のバラード（『砂ぼうず』）
7. 響け!太鼓の達人（『太鼓の達人 とびっきり!　アニメスペシャル』）
8. きっと もっと ずっと（『太鼓の達人 とびっきり!　アニメスペシャル』）
9. お茶犬☆ロック（『お茶犬～『ほっ』とものがたり～』）
10. 冒険パンチ!（『轟轟戦隊ボウケンジャー』）
11. キミのなかののび太（『ドラえもん_(アニメ)』）
12. マジンガーエンジェルのうた
13. 風の少女（『風の少女エミリー』）
14. 愛のマトバロボ ラ・キーン（『祝（ハピ☆ラキ）ビックリマン』）
15. 超忍者隊イナズマ!!SPARK（『超忍者隊イナズマ!!SPARK』）
16. ずっと旅をしていたい（『のらみみ』）
17. たいせつなたからもの
18. 笑顔のループ（『ジュエルペット』）
19. 風の歌、星の歌、私の歌（『ねぎぼうずのあさたろう』）

### DISC-4　EMOTION
1.カリフォルジア・ドリーム
2.甘いテレパシー
3.幸せのイエスタディ
4.郵便ポスト
5.摂氏85度
6.ラブ・イズ・オール
7.ジェントル・レイン
8.嵐の小舟
9.砂時計
10.ハロー・ミスター・サンシャイン

### DISC-5　Image
1.ピュア・モーニング
2.二人の夏
3.Bye-bye Boy
4.渚のパープルレイン
5.少しセンチメンタル
6.Dr.マジック
7.サンシャイン
8.風色のダイアリー
9.夢子
10.一枚の写真

### DISC-6　ミッチの独言倶楽部（ひとりごとくらぶ）
歌・ナレーション：堀江美都子
1.♪挿入歌♪
- Morning Rain
- Dream Dream
- バイオリンのおけいこ
- November Rainy Day
- いつもそばにいて・・・

### DISC-7　レディ・マドンナ
1.No More Goodbye
2.私の彼はヘビースモーカー
3.波色シャンプー
4.Morning Mirror
5.さよなら My Love
6.茅ヶ崎メモリー
7.今夜はミステリー
8.サタデーナイト～二人だけの夜～
9.Sexy Rain
10.風の予言

### DISC-8　Weekend
1.恋人達の明日
2.黄昏ドライブイン
3.美しい秘密
4.アフェア・オブ・ザ・ハート
5.泣きたいほどの海
6.白日夢・DAY DREAM
7.チャンス
8.愛はロンリー・ウィークエンド
9.弱虫ママ
10.Coffee

### DISC-9　素直になれなくて
1.愛さずにいられない
2.渚でつかまえて
3.素直になれなくて
4.迷路（ラビリンス）
5.黄昏の街へ・・・
6.Woo!! Baby
7.Catch Me Tonight
8.ウィークエンド・ナイト
9.ピリオド
10.美しい想い出

### DISC-10　Micchi LIVE IN EGG-MAN
1.オープニング
2.愛さずにいられない
3.嵐の小舟
4.少しセンチメンタル
5.レイニー・レディー
6.ウィークエンド・ナイト
7.キャンディ キャンディ
8.窓辺のソリチュード
9.KOWARETA HEART
10.No More Goodbye
11.Happy Endless
12.茅ヶ崎メモリー

### DISC-11　IN MY HEART
1.Silky Lady
2.Lonely Dreamer
3.さよならの気配
4.優しくなれたら・・・
5.叱られたくて
6.ふりむけば レィニー・ステーション
7.ペパーミント通りの憂鬱
8.Myself
9.6才の誕生日にもらったフランス人形
10.夢の行方

### DISC-12　SING IT!
1.恋のカウントダウン
2.ONE STEP FURTHER
～明日の向こうへ～
3.The Fighter
4.Winner-勝利者-
5.SING IT!
6.憧れのままVISION TIME
7.ティーンエイジ・メモリー
8.インスタント・カメラ
9.きまぐれアニー

### DISC-13（特典DVD）
1.堀江美都子 20周年記念リサイタル1
おもいでは総天然色
2.堀江美都子 20周年記念リサイタル2
アニメ・ロックンロール